# ومپایر ویکند
ومپایر ویکند (انگلیسی: Vampire Weekend) گروه موسیقی راک آمریکایی است که در سال ۲۰۰۶ در شهر نیویورک بنیان نهاده شد. این گروه از خواننده و گیتاریست اصلی ازرا کونیگ، نوازنده چند ساز رستم باتمانقلیچ، درامر کریس تامسن، و نوازنده بیس کریس بائیو تشکیل شد. باتمانقلیچ در اوایل سال ۲۰۱۶ گروه را رها کرد اما گهگاه به‌عنوان ترانه‌سرا، تهیه‌کننده و نوازنده به همکاری در آلبوم‌های بعدی ادامه داد.
نخستین آلبوم هم‌نام گروه در سال ۲۰۰۸ منتشر و از آن به‌عنوان یکی از برترین آلبوم‌های نخست یک هنرمند یاد شد. دومین آلبوم گروه، نقیض (۲۰۱۰)، با نقدهای مثبتی روبه‌رو شد و به صدر جدول بیلبورد ۲۰۰ رسید. آلبوم‌های بعد آن‌ها خون‌آشام‌های امروزی شهر (۲۰۱۳) و پدر عروس (۲۰۱۹) به دریافت موفقیت ادامه دادند و هر دو در سال‌های مربوط برندهٔ جایزهٔ گرمی بهترین آلبوم موسیقی آلترناتیو شدند. پنجمین آلبوم‌ها، فقط خدا بالای سر ما بود در سال ۲۰۲۴ منتشر شد.

## دیسکوگرافی
- ومپایر ویکند (۲۰۰۶)
- نقیض (۲۰۱۰)
- خون‌آشام‌های امروزی شهر (۲۰۱۳)
- پدر عروس (۲۰۱۹)
- فقط خدا بالای سر ما بود (۲۰۲۴)